# Wrangler (Universidad de Cambridge)

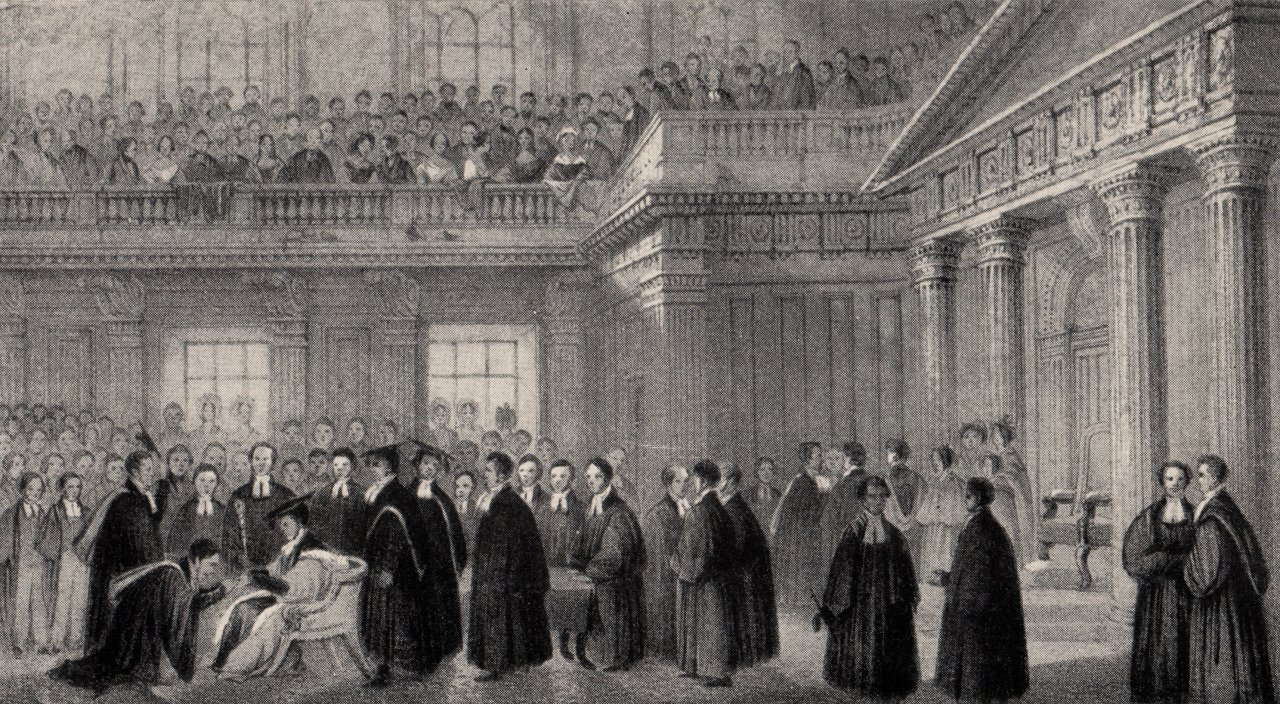
Un estudiante es nombrado Senior Wrangler en 1842, un galardón "sinónimo de supremacía académica"

En la Universidad de Cambridge de Inglaterra, un "Wrangler" es un estudiante que obtiene honores de primera clase en el tercer año de licenciatura en matemáticas de la Universidad. El estudiante con la puntuación más alta es el Senior Wrangler, el segundo más alto es el Segundo Wrangler, y así sucesivamente. En el otro extremo de la escala, la persona con las calificaciones más bajas en el examen que obtiene un título con honores de tercera clase (es decir, el aprobado de menor puntuación) es conocido tradicionalmente como la cuchara de madera de la prueba.

## Historia
Hasta 1909, la Universidad hizo pública la clasificación, pero desde 1910 se ha publicado únicamente la clase del título obtenida por cada estudiante. Un examinador revela la identidad del Senior Wrangler "extraoficialmente" al inclinarse el sombrero cuando lee el nombre de la persona, pero las clasificaciones se comunican a cada estudiante en privado. Por lo tanto, a lo largo del siglo XX solo se han hecho públicos los nombres de algunos Senior Wranglers (como Crispin Nash-Williams, Christopher Budd, Frank P. Ramsey, Donald Coxeter, Kevin Buzzard, Jayant Narlikar, George Reid y Ben Green). 
Otro wrangler notable fue Philippa Fawcett. Educada en el Newnham College de Cambridge (que había sido cofundado por su madre), se convirtió en 1890 en la primera mujer en obtener la mejor puntuación en los exámenes matemáticos de Cambridge (los "Mathematical Tripos"). Su puntuación fue un 13 por ciento más alta que la del segundo clasificado. Cuando se anunció la lista de mujeres, se la mencionó como "por encima del wrangler senior", pero no recibió este título, ya que por entonces solo los hombres podían recibirlo. Los resultados siempre tuvieron una gran difusión, y los estudiantes mejor puntuados solían ser muy elogiados. A las mujeres se les había permitido participar en los Tripos desde 1881, después de que Charlotte Angas Scott se clasificara (no oficialmente) en la octava posición. 
La tensión de prepararse para los Tripos podría conducir a padecer enfermedades mentales. Muchos estudiantes advirtieron que para evitar estos problemas, era conveniente aumentar su resistencia física. Se ha comprobado que "prácticamente todos los Wranglers (de los que existen registros) practicaron regularmente alguna forma de ejercicio físico para preservar su fuerza y resistencia".
Obtener una posición destacada como Wrangler abría muchas oportunidades para el posterior desarrollo de la profesión elegida, y a menudo se convertían inicialmente en miembros de la universidad, antes de pasar a otras profesiones, como el derecho, la carrera eclesiástica o la medicina. En todo el Reino Unido y el Imperio Británico, los profesores universitarios de matemáticas a menudo se encontraban entre los tres mejores Wranglers. 
El orden de los Wranglers de cada promoción era ampliamente difundido en medios académicos, y contribuyó a dar forma a la percepción pública de las matemáticas como la más desafiante intelectualmente de todas las materias. Según Andrew Warwick, autor de Masters of Theory, el término Senior Wrangler se convirtió en "sinónimo de supremacía académica".

## Wranglers del pasado
Las mejores notas en el examen de matemáticas de Cambridge no siempre garantizaron el éxito del Senior Wrangler en la vida. Los exámenes eran en gran medida una prueba de velocidad en la aplicación de reglas conocidas, y algunos de los estudiantes más ingeniosos y originales de Matemáticas en Cambridge no fueron los mejores de su curso. Por ejemplo, Bragg fue tercero, Hardy cuarto, Sedgwick quinto, Malthus noveno, Bertrand Russell séptimo, Keynes duodécimo, y a algunos les fue aún peor: Klaus Roth ni siquiera fue wrangler. 
Joan Clarke, quien ayudó a descifrar el código Nazi Enigma en Bletchley Park, era wrangler de Cambridge y obtuvo un doble primer puesto en matemáticas, aunque se le impidió recibir un título completo debido a la política de la universidad de otorgar títulos solo a los hombres. Esta política solo sería abandonada a partir de 1948. 
El Astrónomo Real Martin Rees, wrangler de Cambridge, se convertiría en un científico destacado, al tiempo que ocuparía los puestos de Master del Trinity College (Cambridge) y Presidente de la Royal Society.

## Óptimos
Los estudiantes que obtienen títulos de matemáticas de segunda y tercera clase se conocen como Senior Optimes (segunda clase) y Junior Optimes (tercera clase). Cambridge no dividió su clasificación del examen de matemáticas en 2:1s y 2:2s hasta 1995. Actualmente, se conserva la distinción entre Senior Optimes Division 1 y Senior Optimes Division 2. 

## En la cultura popular
- "The Senior Wrangler" es miembro de la facultad de la Universidad Invisible en la serie de novelas Discworld, Terry Pratchett.
- Roger Hamley, un personaje del libro Esposas e hijas, de Elizabeth Gaskell, alcanzaba el rango de Senior Wrangler en Cambridge.
- Vivie Warren, la heroína testaruda del relato de George Bernard Shaw titulado La profesión de la Señora Warren (1893) e hija de la infame señora que da título a la obra, vinculada con el Tercer Wrangler, se conformó con esa posición porque reconoció que "no valía la pena intentar mejorarla" porque no tenía la intención de emprender una carrera académica.
- "Wrangler" es un término de jerga que se aplica a los descifradores de códigos en algunas de las novelas de espionaje de John Le Carré, como El Topo.
- Thomas Jericho, el personaje principal del libro de Robert Harris Enigma, fue Senior Wrangler en 1938.
- En la novela Parade's End, obra de Ford Madox Ford, se hace referencia al hecho de que Christopher Tietjens salió de Cambridge como "un mero Segundo Wrangler".
- En el libro de Rumer Godden titulado In This House of Brede, se dice que Dame Agnes obtuvo un octavo wrangler antes de ingresar en la abadía.
- En el libro de C. S. Forester titulado El General, un miembro del personal de los personajes principales, el subdirector general adjunto, Spiller, se describe como Segundo Wrangler.